# Holcocera orthophrontis
Holcocera orthophrontis é uma espécie de mariposa do gênero Holcocera pertencente à família Coleophoridae.